# Ленчинер Ісаак Йосифович
Ісаа́к Йо́сифович Ленчинер (13 січня 1934, Чернівці — 22 грудня 2012, Єрусалим) — ізраїльський (раніше — український) шахіст, майстер спорту СРСР (1962).

## Біографія
Ісаак Ленчинер народився в Чернівцях, що на той час перебували під владою Румунії.
Закінчив Львівський політехнічний інститут. Працював інженером на Чернівецькій електростанції та Чернівецькому підприємстві електромереж.
Чемпіон Калінінградської області 1957 року.
Брав участь у чотирьох чемпіонатах України (1953—1961) і півфіналі чемпіонату СРСР (1962, 7 місце — 9½ з 17 очок), а також 11-му чемпіонаті Радянської Армії (1955, 5–7 місця) та 5-му чемпіонаті ДСТ «Авангард» (1962, 4 місце).
Працював тренером у Чернівецькому університеті та медичному інституті.
З 1994 року проживав в Ізраїлі.

## Турнірні результати

### Результати виступів у чемпіонатах України
Ісаак Ленчинер зіграв у чотирьох фінальних турнірах чемпіонатів України, набравши загалом 27½ очок з 61 можливого (+17-23=21).
| Рік  | Місто | Турнір                 | + | − | = | Результат | Місце   |
| ---- | ----- | ---------------------- | - | - | - | --------- | ------- |
| 1953 | Київ  | 22-й чемпіонат України | 4 | 2 | 7 | 7½ з 13   | 7 — 8   |
| 1958 | Київ  | 27-й чемпіонат України | 3 | 9 | 4 | 5 з 16    | 14 — 15 |
| 1960 | Київ  | 29-й чемпіонат України | 4 | 6 | 7 | 7½ з 17   | 11 — 12 |
| 1961 | Київ  | 30-й чемпіонат України | 6 | 6 | 3 | 7½ з 15   | 8 — 9   |